# Morti nel 1345
| Questa pagina contiene informazioni ricavate automaticamente dalle voci biografiche con l'ausilio del template Bio e di un bot. L'aggiornamento è periodico e automatico e ricostruisce completamente la pagina. Se manca una persona in questa lista, sei pregato di non aggiungerla, ma accertati piuttosto che la sua voce biografica contenga il template Bio e che i dati anagrafici siano correttamente compilati. Se il template Bio manca, inseriscilo tu stesso o, in alternativa, metti l'avviso {{tmp\|Bio}} che ne segnala la mancanza. Se i dati riportati sono sbagliati, correggi direttamente la voce biografica; le modifiche saranno visibili in questa lista entro pochi giorni. Per chiarimenti vedi il progetto biografie. La lista contiene solo le 32 persone che sono citate nell'enciclopedia e per le quali è stato implementato correttamente il template Bio. Pagina aggiornata al 10 ago 2025. |

- 17 gennaio - Martino Zaccaria, politico e ammiraglio italiano
- 29 marzo - Ubertino da Carrara, politico e condottiero italiano
- 14 aprile - Richard de Bury, religioso e scrittore inglese (n. 1287)
- 1º maggio - Pellegrino Laziosi, religioso italiano (n. 1265)
- 6 maggio - Marsilietto Papafava da Carrara, politico italiano
- 21 maggio - Camiola Turinga, nobildonna italiana (n. 1310)
- 24 maggio - Ciuto Brandini, operaio italiano
- 11 giugno - Alessio Apocauco, politico e ammiraglio bizantino
- 7 luglio - Momčil, militare bulgaro
- 24 luglio - Jacob van Artevelde, politico fiammingo (n. 1290)
- 28 luglio - Sancha d'Aragona (n. 1285)
- 10 agosto - Rolando de' Rossi, generale italiano
- 18 settembre - Andrea d'Ungheria, principe (n. 1327)
- 22 settembre - Enrico Plantageneto, III conte di Lancaster, nobile britannico
- 26 settembre - Giovanni IV di Bretagna, nobile
- 26 settembre - Guglielmo II di Hainaut, nobile (n. 1307)
- 18 novembre - Costanza Manuel, regina
- 2 dicembre - Ademaro Romano, ammiraglio italiano (n. 1280)
- Pedro Gómez Barroso il Vecchio, cardinale e vescovo spagnolo
- Walter Burley, filosofo e logico inglese (n. 1275)
- Enrico Comentina, patriarca cattolico e beato italiano
- Guido IV da Correggio, politico e condottiero italiano
- Manuele File, poeta bizantino
- Malerba, condottiero tedesco
- Mazarello da Cusano, condottiero italiano
- Ettore da Panigo, condottiero italiano
- Bertrando Rossi seniore, nobile e militare italiano
- Sati Beg, politica mongola (n. 1300)
- Giovanni Vatatze, funzionario e generale bizantino
- Guido Vernani, scrittore italiano
- Piero Zeno, condottiero e esploratore italiano
- Niccolò I Zorzi, nobile italiano